# إيفا هايمان
إيفا هايمان (بالرومانية: Éva Heyman)‏ هي كاتِبة ومؤلفة رومانية، ولدت في 13 فبراير 1931 في أوراديا في رومانيا، وتوفيت في 17 أكتوبر 1944 في معسكر أوشفيتز بيركينو في بولندا.

## وصلات خارجية
- إيفا هايمان - ياد فاشيم (بالإنجليزية)